# معشوق (فیلم)
«معشوق» (انگلیسی: Loved (film)) فیلمی در ژانر مهیج است که در سال ۱۹۹۷ منتشر شد.

## بازیگران
- ویلیام هرت
- شان پن
- ریچارد شیف
- جنیفر رابین
- رابین رایت
- پال دولی
- ایمی مدیگان
- جوانا کسیدی
- لاتانیا ریچاردسون
- لوسیندا جنی